# 荥经近溪蟹
荥经近溪蟹（学名：Potamiscus rongjingense）为溪蟹科近溪蟹属的动物。在中国大陆，分布于四川等地，一般生活于海拔1000米左右的山区溪流石块下，两岸灌木丛生、周围有少量森林。